# Moseltalbrücke
La Moseltalbrücke (letteralmente: "viadotto Mosella") è un viadotto autostradale tedesco, sito lungo l'autostrada A61 (strada europea E31), al confine fra i comuni di Dieblich e Winningen.
Esso valica a grande altezza la valle del fiume Mosella.

## Storia
Il viadotto venne costruito dal 1968 al 1972.

## Caratteristiche
Si tratta di un viadotto di 935 m di lunghezza, con pile in calcestruzzo armato che sostengono una trave scatolare in acciaio.
Il viadotto ha 6 campate di luce variabile, tutte sopra i 100 m, con la maggiore che raggiunge una luce di 282,2 m.
L'altezza massima sul fondovalle è di 136 m.

### Testi di approfondimento
- (DE) Dipl.-Ing. R. Opper, Die Autobahnbrücke über die Mosel bei Dieblich-Winningen, in Straße und Autobahn, anno 24, n. 1, Bonn-Bad Godesberg, Kirschbaum Verlag, gennaio 1973,  pp. 7-16, ISSN 0039-2162 (WC · ACNP).